# 科拉眶燈魚
科拉眶灯鱼（学名：Diaphus kora）为輻鰭魚綱燈籠魚目灯笼鱼科的其中一種，分布於西南太平洋海域，屬深海魚類，棲息深度0-387公尺。

## 扩展阅读
維基物種上的相關：科拉眶灯鱼